# پرآذین‌ماهی
پرآذین‌ماهی (نام علمی: Cyranichthys) نام یک سرده از راسته لوله‌سانان است.